# Capella de la Mare de Déu dels Àngels (Rancagua)
La capella de la Mare de Déu dels Àngels és un projecte en construcció per a una capella catòlica a Rancagua (Xile). Està basat en un projecte elaborat per l'arquitecte modernista Antoni Gaudí per a una capella dedicada a l'Assumpció de la Verge en la part posterior de l'absis del Temple Expiatori de la Sagrada Família, a Barcelona.
La tria del lloc a Rancagua parteix d'una iniciativa del frare franciscà xilè Angélico Aranda, el qual, en una visita a Barcelona en la qual va conèixer Gaudí, li va proposar de dissenyar una capella per a aquesta localitat. Gaudí no va poder dissenyar un projecte original, però li va donar els plànols de la capella que tenia pensada per a la Sagrada Família. Encara que aleshores el projecte no es va realitzar, va ser reprès als anys 1990 per l'arquitecte xilè Christian Matzner. Quan es farà, aquesta capella serà l'única obra de Gaudí fora d'Espanya.

## Història
Angélico Aranda (Linderos, 1870 – Rancagua, 1961) va ser un frare franciscà i pintor xilè. El 1909 va partir a Europa per estudiar pintura a l'Acadèmia Espanyola de Belles Arts de Roma, i en una breu estada a Barcelona va conèixer Gaudí. Anys més tard, el 1922, li va escriure per encarregar-li una església a construir a Rancagua. En la carta, datada el 15 d'agost de 1922, el pare Aranda li demanava el següent:
| « | El que escriu és un frare franciscà […] que va tenir el gust de conèixer-ho l'any 1909[…] Li explicaré que estic obstinat a fer una petita capella o santuari dedicat a la Mare de Déu dels Àngels o Porciúncula i desitjós de fer una obra original, ben original, em vaig acordar de vostè, i dic, com no ha d'obsequiar amb un plànol dels quals ell solament sap fer? L'hi demano, doncs, en nom de la Mare de Déu dels Àngels, prometent-li correspondre amb les meves oracions[…]ﬁ Li saluda el seu afm. Fra Angélic o Rancagua. | » |

Gaudí es va excusar dient que ocupava el seu temps en exclusiva a la Sagrada Família, però va enviar a Xile uns esbossos de la capella de l'Assumpció que havia projectat per a l'absis del temple expiatori, que més o menys coincidien una mica amb el sol·licitat pel pare Aranda. En agraïment, Aranda li va enviar un donatiu de 177 pessetes i un quadre que havia pintat, que Gaudí va penjar al seu estudi, fins que va ser destruït el 1936, a l'inici de la Guerra Civil Espanyola.
Gaudí va dissenyar el projecte definitiu de la Sagrada Família a la fi de la seva carrera, quan el seu estil va atènyer l'acme i s'hi dedicava gairebé en exclusivae. Gaudí va perfeccionar el seu estil de concepció naturalista, i va fer una síntesi de totes les solucions i estils provats fins a aquell llavors. Va obtenir una perfecta harmonia en la interrelació entre els elements estructurals i els ornamentals, entre plàstica i estètica, entre funció i forma, entre contingut i continent, i va reeixir a integrar totes les arts en un tot estructurat i lògic.
Després de la realització de la cripta i l'absis de la Sagrada Família, encara en estil neogòtic, la resta del temple ho va concebre en un estil orgànic, imitant les formes de la natura, on abunden les formes geomètriques reglades. Gaudí va aplicar en la Sagrada Família totes les seves troballes experimentades anteriorment en obres com el parc Güell o la cripta de la Colònia Güell, aconseguint elaborar un temple estructuralment perfecte alhora que harmònic i estètic. La Sagrada Família té planta de creu llatina, de cinc naus centrals i transsepte de tres naus, i absis amb set capelles. Presenta tres façanes dedicades al Naixement, Passió i Glòria de Jesús, i quan estigui conclosa tindrà 18 torres. Tanmateix, el temple disposarà de dues sagristies al costat de l'absis, i de tres grans capelles: la de l'Assumpció en l'absis i les del Baptisme i la Penitència al costat de la façana principal.
La capella de l'Assumpció, de la qual Gaudí va deixar un elaborat projecte, tindrà forma de llitera de pedra, evocant la llitera amb què es treia en processó l'anomenada Verge d'Agost de la Catedral de Girona. L'arquitecte es va inspirar en l'obra de Lluís Bonifaç de la seu gironina, reproduint en la capella detalls com els cortinatges, la corona, els pilars i els àngels. La capella estarà rematada per una llanterna de 30 metres d'altura, culminada amb una corona flanquejada en els seus quatre costats per àngels, i la inscripció Salve, Regina, Mater misericordiae, en honor de la Verge de la Misericòrdia, patrona de Reus, la ciutat natal de l'arquitecte.
Encara que el projecte no es va dur a terme en vida del pare Aranda, va ser reprès posteriorment per part de l'arquitecte xilè Christian Matzner i la fundació Corporación Cultural Gaudí de Triana, fundada el 1996. De moment hi ha destinats uns terrenys —anomenats Parc Catalunya— per a la construcció de l'església, i està previst l'inici de les obres l'any 2015, amb una possible data de finalització el 2017. A més de la capella, es crearà un Centre Cultural i Espiritual, que inclourà sales de reunions, exposicions i activitats artístiques, així com d'estudi i promoció de l'obra de Gaudí; i, igualment, una Casa de Soledat i Silenci, un lloc de contemplació i oració sense credo establert. Al parc hi haurà també altres equipaments, com una llibreria i botiga de souvenirs, una cafeteria, una oficina de turisme i una escola d'Arts i Oficis. El projecte té un pressupost de 7 400 000 dòlars.
La capella tindrà 10 metres d'ample per 10 de llarg, i 30 metres d'altura, i estarà rematada per la típica creu gaudiniana de quatre braços. En el seu interior tindrà un recinte principal amb un altar central i un cor circular a vuit metres d'altura, així com una cripta subterrània on es col·locaran les despulles del pare Aranda. La construcció serà en pedra i formigó armat a prova de sismes, i tindrà revestiments de lapislàtzuli i coure. Serà l'única obra de Gaudí fora d'Espanya, després dels projectes fallits de l'Hotel Attraction de Nova York i les Missions Catòliques Franciscanes de Tànger.